# Scammonden
Scammonden – wieś w Anglii, w hrabstwie ceremonialnym West Yorkshire, w dystrykcie metropolitalnym Kirklees. Leży 30 km na południowy zachód od miasta Leeds i 267 km na północny zachód od Londynu.